# Plavání na mistrovství Evropy v plaveckých sportech 2024
Závody v plavání v olympijském 50 m bazénu na mistrovství Evropy v plaveckých sportech za rok 2024 proběhly v Bělehradě, Srbsko ve dnech 17. až 23. června 2024.

## Výsledky

### Individuální disciplíny
| Muži                 | Zlato                                       | Zlato    | Stříbro                          | Stříbro  | Bronz                              | Bronz    |
| -------------------- | ------------------------------------------- | -------- | -------------------------------- | -------- | ---------------------------------- | -------- |
| 50 m volný způsob    | Kristian Golomeev (GRE)                     | 21,72    | Sterjos Bilas (GRE)              | 21,73    | Vladyslav Buchov (UKR)             | 21,85    |
| 100 m volný způsob   | David Popovici (ROU)                        | 46,88    | Nándor Németh (HUN)              | 47,49    | Andrej Barna (SRB)                 | 47,66    |
| 200 m volný způsob   | David Popovici (ROU)                        | 1:43,13  | Danas Rapšys (LTU)               | 1:45,65  | Antonio Djaković (SUI)             | 1:46,32  |
| 400 m volný způsob   | Felix Auböck (AUT)                          | 3:43,24  | Dimitrios Markos (GRE)           | 3:47,44  | Antonio Djaković (SUI)             | 3:47,62  |
| 800 m volný způsob   | Mychajlo Romančuk (UKR)                     | 7:46,20  | Dimitrios Markos (GRE)           | 7:48,59  | Zalán Sárkány (HUN)                | 7:49,29  |
| 1500 m volný způsob  | Kuzey Tunçelli (TUR)                        | 14:55,64 | Mychajlo Romančuk (UKR)          | 15:00,99 | Zalán Sárkány (HUN)                | 15:06,67 |
| 50 m znak            | Apostolos Christu (GRE)                     | 24,39    | Ksawery Masiuk (POL)             | 24,63    | Evangelos Makryjannis (GRE)        | 24,74    |
| 100 m znak           | Apostolos Christu (GRE)                     | 52,23    | Evangelos Makryjannis (GRE)      | 52,83    | Ksawery Masiuk (POL)               | 53,56    |
| 200 m znak           | Oleksandr Želťakov (UKR)                    | 1:55,39  | Apostolos Siskos (GRE)           | 1:55,42  | Roman Miťukov (SUI)                | 1:55,75  |
| 50 m motýlek         | Sterjos Bilas (GRE)                         | 23,15    | Simon Bucher (AUT)               | 23,19    | Daniel Gracík (CZE)                | 23,26    |
| 100 m motýlek        | Kristóf Milák (HUN)                         | 50,82    | Hubert Kós (HUN)                 | 50,96    | Jakub Majerski (POL)               | 50,98    |
| 200 m motýlek        | Kristóf Milák (HUN)                         | 1:54,43  | Krzysztof Chmielewski (POL)      | 1:54,78  | Michał Chmielewski (POL)           | 1:55,51  |
| 50 m prsa            | Emre Sakcı (TUR)                            | 26,92    | Noel de Geus (GER)               | 26,93    | Kristian Pičugin (ISR)             | 27,02    |
| 100 m prsa           | Melvin Imoudu (GER)                         | 58,84    | Berkay Öğretir (TUR)             | 59,23    | Andrius Šidlauskas (LTU)           | 59,27    |
| 200 m prsa           | Ljubomir Epitropov (BUL) Erik Persson (SWE) | 2:09,45  | —                                | —        | Jan Kałusowski (POL)               | 2:10,20  |
| 200 m polohový závod | Hubert Kós (HUN)                            | 1:57,21  | Ron Polonsky (ISR)               | 1:57,36  | Berke Saka (TUR)                   | 1:58,62  |
| 400 m polohový závod | Apostolos Papastamos (GRE)                  | 4:10,83  | Balázs Holló (HUN)               | 4:11,51  | Gábor Zombori (HUN)                | 4:11,70  |
| Ženy                 | Zlato                                       | Zlato    | Stříbro                          | Stříbro  | Bronz                              | Bronz    |
| 50 m volný způsob    | Petra Senánszká (HUN)                       | 24,56    | Theodora Drakosová (GRE)         | 24,59    | Julie Jensenová (DEN)              | 24,79    |
| 100 m volný způsob   | Barbora Seemanová (CZE)                     | 53,50    | Barbora Janíčková (CZE)          | 54,17    | Nikolett Pádárová (HUN)            | 54,22    |
| 200 m volný způsob   | Barbora Seemanová (CZE)                     | 1:55,37  | Minna Ábrahámová (HUN)           | 1:57,22  | Nicole Maierová (GER)              | 1:57,36  |
| 400 m volný způsob   | Ajna Késelyová (HUN)                        | 4:06,56  | Barbora Seemanová (CZE)          | 4:06,72  | Francisca Martinsová (POR)         | 4:10,94  |
| 800 m volný způsob   | Ajna Késelyová (HUN)                        | 8:29,96  | Fleur Lewisová (GBR)             | 8:33,54  | Deniz Ertanová (TUR)               | 8:34,31  |
| 1500 m volný způsob  | Vivien Jacklová (HUN)                       | 16:06,37 | Celine Riederová (GER)           | 16:15,98 | Fleur Lewisová (GBR)               | 16:17,53 |
| 50 m znak            | Danielle Hillová (IRL)                      | 27,73    | Theodora Drakosová (GRE)         | 27,87    | Adela Piskorská (POL)              | 28,00    |
| 100 m znak           | Adela Piskorská (POL)                       | 59,79    | Danielle Hillová (IRL)           | 1:00,19  | Roos Vanotterdijková (BEL)         | 1:00,58  |
| 200 m znak           | Camila Rebelová (POR)                       | 2:08,95  | Dóra Molnárová (HUN)             | 2:09,02  | Eszter Szabóová-Feltóthyová (HUN)  | 2:09,21  |
| 50 m motýlek         | Sara Juneviková (SWE)                       | 25,68    | Roos Vanotterdijková (BEL)       | 26,08    | Anna Dundunakisová (GRE)           | 26,18    |
| 100 m motýlek        | Roos Vanotterdijková (BEL)                  | 57,47    | Georja Damasiotisová (GRE)       | 57,74    | Sara Juneviková (SWE)              | 58,06    |
| 200 m motýlek        | Helena Bachová (DEN)                        | 2:07,88  | Lana Pudarová (BIH)              | 2:08,15  | Boglárka Telegdyová-Kapásová (HUN) | 2:08,22  |
| 50 m prsa            | Dominika Sztanderová (POL)                  | 30,55    | Veera Kivirintaová (FIN)         | 30,65    | Olivia Klintová Ipsaová (SWE)      | 30,90    |
| 100 m prsa           | Eneli Jefimovová (EST)                      | 1:06,41  | Lisa Mamiéová (SUI)              | 1:07,15  | Olivia Klintová Ipsaová (SWE)      | 1:07,73  |
| 200 m prsa           | Kristýna Horská (CZE)                       | 2:23,60  | Clara Rybaková-Andersenová (DEN) | 2:25,20  | Lisa Mamiéová (SUI)                | 2:26,10  |
| 200 m polohový závod | Anastasija Gorbenková (ISR)                 | 2:09,75  | Lea Polonská (ISR)               | 2:11,18  | Barbora Seemanová (CZE)            | 2:11,48  |
| 400 m polohový závod | Anastasija Gorbenková (ISR)                 | 4:36,05  | Vivien Jacklová (HUN)            | 4:38,96  | Zsuzsanna Jakabosová (HUN)         | 4:40,24  |

### Štafety
| Muži                   | Zlato | Zlato   | Stříbro | Stříbro | Bronz | Bronz   |
| ---------------------- | --- | ------- | --- | ------- | --- | ------- |
| 4×100 m volný způsob   | Srbsko (SRB) (Velimir Stjepanović, Nikola Aćin, Justin Cvetkov, Andrej Barna)                                                                                         | 3:12,90 | Polsko (POL) (Mateusz Chowaniec, Dominik Dudys, Ksawery Masiuk, Kamil Sieradzki, (r)Bartosz Piszczorowicz, (r)Paweł Korzeniowski)                                                       | 3:13,25 | Řecko (GRE) (Apostolos Christu, Sterjos Bilas, Kristian Golomeev, Andreas Vazajos, (r)Odysseus Meladinis, (r)Evangelos Makryjannis)     | 3:13,73 |
| 4×200 m volný způsob   | Litva (LTU) (Tomas Navikonis, Tomas Lukminas, Kristupas Trepočka, Danas Rapšys, (r)Rokas Jazdauskas)                                                                  | 7:08,04 | Maďarsko (HUN) (Nándor Németh, Balázs Holló, Richárd Márton, Hubert Kós, (r)Attila Kovács, (r)Boldizsár Magda)                                                                          | 7:09,59 | Řecko (GRE) (Dimitrios Markos, Konstantinos Englezakis, Konstantinos Stamou, Andreas Vazajos)                                           | 7:09,73 |
| 4×100 m polohový závod | Rakousko (AUT) (Bernhard Reitshammer, Valentin Bayer, Simon Bucher, Heiko Gigler)                                                                                     | 3:33,41 | Polsko (POL) (Ksawery Masiuk, Jan Kałusowski, Jakub Majerski, Kamil Sieradzki, (r)Kacper Stokowski, (r)Adrian Jaśkiewicz, (r)Dominik Dudys)                                             | 3:33,44 | Ukrajina (UKR) (Oleksandr Želťakov, Volodymyr Lisovets, Arsenij Kovaljov, Illja Linnyk)                                                 | 3:33,50 |
| Ženy                   | Zlato | Zlato   | Stříbro | Stříbro | Bronz | Bronz   |
| 4×100 m volný způsob   | Maďarsko (HUN) (Petra Senánszká, Minna Ábrahámová, Panna Ugraiová, Nikolett Pádárová, (r)Dóra Molnárová, (r)Zsuzsanna Jakabosová)                                     | 3:36,77 | Dánsko (DEN) (Elisabeth Ebbesenová, Signe Broová, Julie Jensenová, Schastine Taborová, (r)Karoline Sørensenová)                                                                         | 3:38,48 | Polsko (POL) (Kornelia Fiedkiewiczová, Zuzanna Famuloková, Wiktoria Guśćová, Aleksandra Polanská, (r)Julia Maiková)                     | 3:41,01 |
| 4×200 m volný způsob   | Izrael (ISR) (Anastasija Gorbenková, Darija Golovatá, Ajla Spicová, Lea Polonská, (r)Andrea Murezová)                                                                 | 7:51,83 | Maďarsko (HUN) (Minna Ábrahámová, Ajna Késelyová, Dóra Molnárová, Nikolett Pádárová, (r)Zsuzsanna Jakabosová, (r)Panna Ugraiová)                                                        | 7:52,92 | Turecko (TUR) (Gizem Güvençová, Elanaz Özdemirová, Ecem Dönmezová, Zehraduru Bilginová)                                                 | 8:01,58 |
| 4×100 m polohový závod | Polsko (POL) (Adela Piskorská, Dominika Sztanderová, Paulina Pedová, Kornelia Fiedkiewiczová, (r)Laura Bernatová, (r)Wiktoria Piotrowská, (r)Zuzanna Famuloková)      | 3:58,71 | Maďarsko (HUN) (Lora Komoróczyová, Eszter Békésiová, Panna Ugraiová, Nikolett Pádárová, (r)Minna Ábrahámová)                                                                            | 4:01,50 | Dánsko (DEN) (Schastine Taborová, Clara Rybaková-Andersenová, Helena Bachová, Julie Jensenová, (r)Elisabeth Ebbesenová)                 | 4:02,03 |
| Mix                    | Zlato | Zlato   | Stříbro | Stříbro | Bronz | Bronz   |
| 4×100 m volný způsob   | Maďarsko (HUN) (Hubert Kós, Szebasztián Szabó, Panna Ugraiová, Nikolett Pádárová, (r)Bence Szabados, (r)Boldizsár Magda, (r)Minna Ábrahámová)                         | 3:25,69 | Polsko (POL) (Mateusz Chowaniec, Kamil Sieradzki, Zuzanna Famuloková, Kornelia Fiedkiewiczová, (r)Bartosz Piszczorowicz, (r)Dominik Dudys, (r)Wiktoria Guśćová, (r)Aleksandra Polańská) | 3:26,53 | Německo (GER) (Martin Wrede, Peter Varjasi, Nicole Maierová, Nina Jazyová, (r)Ole-Mats Eidam, (r)Maya Wernerová, (r)Leonie Kullmannová) | 3:27,01 |
| 4×200 m volný způsob   | Maďarsko (HUN) (Richárd Márton, Balázs Holló, Minna Ábrahámová, Nikolett Pádárová, (r)Attila Kovács, (r)Boldizsár Magda, (r)Dóra Molnárová)                           | 7:30,11 | Polsko (POL) (Bartosz Piszczorowicz, Kamil Sieradzki, Wiktoria Guśćová, Zuzanna Famuloková, (r)Dominik Dudys, (r)Aleksandra Knopová)                                                    | 7:35,08 | Německo (GER) (Danny Schmidt, Philipp Peschke, Nicole Maierová, Leonie Kullmannová, (r)Jarno Bäschnitt)                                 | 7:35,56 |
| 4×100 m polohový závod | Izrael (ISR) (Anastasija Gorbenková, Ron Polonsky, Gal Cohen-Groumi, Andrea Murezová, (r)Ajla Spicová, (r)Jonathan Jicchaki, (r)Ariel Hajonová, (r)Alexej Glivinskij) | 3:45,74 | Německo (GER) (Maya Wernerová, Melvin Imoudu, Luca Armbruster, Nina Jazyová, (r)Noel de Geus, (r)Bjorn Kammann)                                                                         | 3:48,12 | Maďarsko (HUN) (Hubert Kós, Eszter Békésiová, Richárd Márton, Petra Senánszká, (r)Ádám Jászó)                                           | 3:48,79 |

## Medailová bilance
V plavání se rozdělilo celkem 43 sad medailí.
| Pořadí | Stát                      |       | Muži    | Muži  | Muži  |         | Ženy  | Ženy  | Ženy    |       | Mix   | Mix     | Mix   |  | Muži + Ženy + Mix | Muži + Ženy + Mix | Muži + Ženy + Mix | Celkem |
| Pořadí | Stát                      | Zlato | Stříbro | Bronz | Zlato | Stříbro | Bronz | Zlato | Stříbro | Bronz | Zlato | Stříbro | Bronz |  |                   |                   |                   | Celkem |
| ------ | ------------------------- | ----- | ------- | ----- | ----- | ------- | ----- | ----- | ------- | ----- | ----- | ------- | ----- |  | ----------------- | ----------------- | ----------------- | ------ |
| 1.     | Maďarsko (HUN)            |       | 3       | 4     | 3     |         | 5     | 5     | 4       |       | 2     | 0       | 1     |  | 10                | 9                 | 8                 | 27     |
| 2.     | Řecko (GRE)               |       | 5       | 5     | 3     |         | 0     | 3     | 1       |       | 0     | 0       | 0     |  | 5                 | 8                 | 4                 | 17     |
| 3.     | Izrael (ISR)              |       | 0       | 1     | 1     |         | 3     | 1     | 0       |       | 1     | 0       | 0     |  | 4                 | 2                 | 1                 | 7      |
| 4.     | Polsko (POL)              |       | 0       | 4     | 4     |         | 3     | 0     | 2       |       | 0     | 2       | 0     |  | 3                 | 6                 | 6                 | 15     |
| 5.     | Česko (CZE)               |       | 0       | 0     | 1     |         | 3     | 2     | 1       |       | 0     | 0       | 0     |  | 3                 | 2                 | 2                 | 7      |
| 6.     | Turecko (TUR)             |       | 2       | 1     | 1     |         | 0     | 0     | 2       |       | 0     | 0       | 0     |  | 2                 | 1                 | 3                 | 6      |
| 7.     | Ukrajina (UKR)            |       | 2       | 1     | 2     |         | 0     | 0     | 0       |       | 0     | 0       | 0     |  | 2                 | 1                 | 2                 | 5      |
| 8.     | Rakousko (AUT)            |       | 2       | 1     | 0     |         | 0     | 0     | 0       |       | 0     | 0       | 0     |  | 2                 | 1                 | 0                 | 3      |
| 9.     | Švédsko (SWE)             |       | 1       | 0     | 0     |         | 1     | 0     | 3       |       | 0     | 0       | 0     |  | 2                 | 0                 | 3                 | 5      |
| 10.    | Rumunsko (ROU)            |       | 2       | 0     | 0     |         | 0     | 0     | 0       |       | 0     | 0       | 0     |  | 2                 | 0                 | 0                 | 2      |
| 11.    | Německo (GER)             |       | 1       | 1     | 0     |         | 0     | 1     | 1       |       | 0     | 1       | 2     |  | 1                 | 3                 | 3                 | 7      |
| 12.    | Dánsko (DEN)              |       | 0       | 0     | 0     |         | 1     | 2     | 2       |       | 0     | 0       | 0     |  | 1                 | 2                 | 2                 | 5      |
| 13.    | Litva (LTU)               |       | 1       | 1     | 1     |         | 0     | 0     | 0       |       | 0     | 0       | 0     |  | 1                 | 1                 | 1                 | 3      |
| 13.    | Belgie (BEL)              |       | 0       | 0     | 0     |         | 1     | 1     | 1       |       | 0     | 0       | 0     |  | 1                 | 1                 | 1                 | 3      |
| 15.    | Irsko (IRL)               |       | 0       | 0     | 0     |         | 1     | 1     | 0       |       | 0     | 0       | 0     |  | 1                 | 1                 | 0                 | 2      |
| 16.    | Srbsko (SRB)              |       | 1       | 0     | 1     |         | 0     | 0     | 0       |       | 0     | 0       | 0     |  | 1                 | 0                 | 1                 | 2      |
| 16.    | Portugalsko (POR)         |       | 0       | 0     | 0     |         | 1     | 0     | 1       |       | 0     | 0       | 0     |  | 1                 | 0                 | 1                 | 2      |
| 18.    | Bulharsko (BUL)           |       | 1       | 0     | 0     |         | 0     | 0     | 0       |       | 0     | 0       | 0     |  | 1                 | 0                 | 0                 | 1      |
| 18.    | Estonsko (EST)            |       | 0       | 0     | 0     |         | 1     | 0     | 0       |       | 0     | 0       | 0     |  | 1                 | 0                 | 0                 | 1      |
| 20.    | Švýcarsko (SUI)           |       | 0       | 0     | 3     |         | 0     | 1     | 1       |       | 0     | 0       | 0     |  | 0                 | 1                 | 4                 | 5      |
| 21.    | Spojené království (GBR)  |       | 0       | 0     | 0     |         | 0     | 1     | 1       |       | 0     | 0       | 0     |  | 0                 | 1                 | 1                 | 2      |
| 22.    | Bosna a Hercegovina (BIH) |       | 0       | 0     | 0     |         | 0     | 1     | 0       |       | 0     | 0       | 0     |  | 0                 | 1                 | 0                 | 1      |
| 22.    | Finsko (FIN)              |       | 0       | 0     | 0     |         | 0     | 1     | 0       |       | 0     | 0       | 0     |  | 0                 | 1                 | 0                 | 1      |
| Celkem | Celkem                    |       | 21      | 19    | 20    |         | 20    | 20    | 20      |       | 3     | 3       | 3     |  | 43                | 43                | 43                | 129    |